# Benjamin Bernheim
Pour les articles homonymes, voir Bernheim.
Benjamin Bernheim, né le 9 juin 1985 à Paris, est un ténor franco-suisse, remarqué pour ses interprétations de rôles du répertoire lyrique français et italien.

## Biographie

### Origines, enfance et formation
Benjamin Bernheim naît à Paris le 9 juin 1985. Il est binational franco-suisse,. Il est le fils adoptif du baryton Antoine Bernheim. Sa mère, fille de la mezzo-soprano Nicole Buloze, est professeur de chant.
Il grandit à Genève et en Haute-Savoie et suit des cours de violon et piano avant de commencer le chant à l’âge de dix ans en rejoignant la maitrise du conservatoire populaire de Genève. À l’âge de dix-huit ans, il rejoint le conservatoire de la Haute École de Musique de Lausanne dans la classe de Gary Magby. Il remporte la bourse Leenaards en 2008.

#### À l'Opera Studio de Zurich
En 2008, il rejoint l’International Opera Studio de l’Opernhaus de Zurich.
En 2010 il rejoint la troupe de l'Opernhaus de Zurich et s’y produit dans diverses productions dont le rôle d’Emmanuele dans la création mondiale Gesualdo, opéra en trois actes du compositeur français Marc-André Dalbavie, mis en scène par Patrice Caurier et Moshe Leiser. L’année 2012 marque ses débuts au Festival de Salzbourg chantant Agenore dans Il re pastore de Mozart en version concert à la Haus für Mozart sous la direction de William Christie. Entre 2012 et 2015, il chante des rôles tels que : Cassio (Otello), Narraboth (Salome), Tebaldo (I Capuleti e I Montecchi), Matteo (Arabella), Tamino (Die Zauberflöte), Spakos (Cléopatre de Massenet), Eginhard (Fierrabras de Schubert) à l’Opernhaus de Zürich, l’Opéra national de Bordeaux, le Semperoper de Dresde et les Festivals de Pentecôte et d’été de Salzbourg.

#### Carrière internationale
Depuis 2015, il enchaîne les prises de rôles majeurs du répertoire de ténor lyrique tels que : Rodolfo (La Bohème), Flamand (Cappriccio de Strauss), Alfredo (La traviata), Faust (rôle titre de Gounod), Nemorino (L'Elisir d’amore), Lensky (Eugène Onéguine) dans des maisons telles que l'Opernhaus de Zurich, le Chicago Lyric Opera, le Royal Opera House de Londres, les Staatsoper et Deutsche Oper de Berlin, le Semperoper de Dresde, le Wiener Staatsoper de Vienne, l'Opéra national de Paris, le Théâtre des Champs-Élysées, La Scala de Milan et les Festivals de Pâques, de Pentecôte et d'été de Salzbourg.
Le succès international de Benjamin Bernheim a continué de croître les années suivantes. Il est revenu à l’Opernhaus Zürich dans le rôle de Rodolfo dans La bohème, et y a également joué le rôle de Cassio dans leur production d’Otello. Il a par ailleurs interprété Edmondo (Manon Lescaut)et Nicias (Thaïs) au Festival de Salzbourg, Rodolfo (La bohème) au Semperoper de Dresde, le rôle de Vladimir Lenski dans Eugène Onéguine au Deutsche Oper de Berlin, Laërte (Hamlet) à l’Opéra de Lausanne et le rôle-titre de Faust à l’Opéra National de Lettonie. En plus de ces représentations, Benjamin Bernheim s’est produit avec l’Orchestra dell’Accademia au Teatro alla Scala et à la Philharmonie de Paris en 2017, et a également donné un récital présenté par L’instant Lyrique. Bernheim a incarné ensuite le rôle de Rodolfo dans La Bohème, dans deux productions successives, au Royal Opera House de Londres puis à l'opéra de Paris. Il a joué le rôle d’Alfredo (La Traviata) au Staatsoper Berlinet à l’Opernhaus Zürich, et le rôle-titre de Faust à l'opéra lyrique de Chicago et au théâtre des Champs-Élysées. En 2018, il a fait ses débuts dans le rôle de Nemorino dans L'elisir d'amore à l'opéra d'État de Vienne, et dans celui de Piquillo dans La Périchole au Festival de Salzbourg, donné un récital à l’opéra national de Bordeaux, et est revenu pour un concert à la Philharmonie de Paris.
La Bohème à l'Opéra de Zurich a marqué le début de sa saison 2018/19, et on a pu le revoir plus tard dans la saison dans le rôle de Rodolfo au Staatsoper de Vienne, où il a ensuite interprété le rôle de Tamino dans La Flûte enchantée. Parmi les autres représentations d'opéra en 2018/19, citons La traviata au Royal Opera House et à la Scala de Milan, ainsi que Manon à l'Opéra national de Bordeaux. En juillet, il fait ses débuts dans le rôle d'Ismaele dans Nabucco de Verdi à l'Opéra de Zurich.
En 2020, Benjamin Bernheim fait ses débuts au Bayerische Staatsoper dans le rôle du duc de Mantoue (Rigoletto) et chante Rodolfo (La Bohème) au Staatsoper de Berlin. Puis il interprète Alfredo (La traviata) dans la nouvelle production de Simon Stone à l'Opéra Garnier et Des Grieux (Manon) dans celle de Vincent Huguet à l'Opéra Bastille. Il assure aussi à nouveau le rôle de Faust dans l'opéra de Gounod, dans une nouvelle production de Tobias Kratzer, joué deux fois à huis clos du fait des restrictions dues au COVID mais qui sera retransmis à la télévision et sur internet. Il incarne à nouveau le rôle lors de la reprise en juin et juillet 2022 à l'Opéra de Paris.
Fin 2021, Benjamin Bernheim fait ses débuts au Staatsoper Hamburg dans la production d’ouverture de leur saison 2021/22, Les contes d’Hoffmann, dans laquelle il chante le rôle-titre pour la première fois. Il donne des récitals au Théâtre des Champs-Élysées et au Wiener Konzerthaus.  Il fait ensuite ses débuts dans le rôle de Werther dans une nouvelle production de Romain Gilbert à l’Opéra national de Bordeaux puis en Edgardo dans Lucia Di Lamermoor au Wiener Staatsoper en avril 2022.
Benjamin Bernheim commence sa saison 2022/23 par faire ses débuts à l’Opéra national du Rhin, en interprétant le Requiem de Verdi. Il reprend ensuite le rôle de Des Grieux dans Manon au Staatsoper de Hambourg. En octobre, Benjamin fait un retour au Wiener Staatsoper pour interpréter le rôle du Duc de Mantoue dans le Rigoletto de Verdi, rôle qui lui permet de faire ses débuts au Metropolitan Opera de New York en novembre 2022.
Il fait ses débuts dans le rôle de Roméo dans le Roméo et Juliette de Gounod pour deux représentations, l'une à Montreux, l'autre à Genève, en janvier 2023 et triomphe dans ce rôle aux côtés de la Juliette d'Elsa Dreisig, dans la mise en scène de Thomas Jolly à l'Opéra de Paris en juin 2023, ainsi qualifiés par la critique de Forum Opera « Enfin les deux amants célèbres trouvent en Elsa Dreisig et Benjamin Bernheim des interprètes crédibles scéniquement et vocalement idoines. ».
Il aborde ensuite le rôle de Ruggiero dans La Rondine de Giacomo Puccini à l'Opernhaus Zürich, avec Ermonela Jaho. 
Bernheim retourne une nouvelle fois à l'Opéra Bastille pour reprendre le rôle-titre dans Les Contes d'Hoffmann d'Offenbach sous la direction d'Eun Sun Kim. Et c'est dans la mise en scène de Mariame Clément, sous la direction de Marc Minkowski, qu'il incarne à nouveau Hoffmann au Festival de Salzbourg durant l'été 2024.
L'année 2024 le voit continuer à défendre le répertoire français à l'international, que ce soit en Werther à l'Opernhaus Zürich, qu'en Roméo au Metropolitan Opera de New York au printemps puis Hoffmann à l'automne, l'une des représentations bénéficiant d'une retransmission en liveHD dans les cinémas du monde entier.
Il donne également régulièrement des récitals piano avec Carie-Ann Matheson, comme au Teatro alla Scala.
Invité à la cérémonie de clôture des Jeux Olympiques 2024 à Paris, le 11 Août, Benjamin Bernheim interprète L'Hymne à Apollon, un chant grec antique mis en musique par Gabriel Fauré.

## Répertoire français
Dans de nombreuses interviews, Benjamin Bernheim défend son amour pour le répertoire lyrique français. Il a interprété des rôles tels que Des Grieux (Manon) à l'Opéra national de Paris, à l'Opéra national de Bordeaux et au Staatsoper de Hambourg, Hoffmann (Les Contes d'Hoffmann) au Staatsoper de Hambourg et à l'Opéra de Paris, Faust (Faust) au Théâtre des Champs-Élysées, l’opéra lyrique de Chicago, l'Opéra national de Paris, et l'Opéra National de Lettonie, Piquillo (La Perichole) au festival de Salzbourg, Roméo (Roméo et Juliette) à l'Opéra de Zurich, à Genève, Montreux et à l'Opéra de Paris et Werther (Werther) à l'Opéra national de Bordeaux puis à l'Opéra de Zurich en janvier 2024,, dans une mise en scène de Tatjana Gürbaca et enfin, au Théâtre des Champs-Elysées où il triomphe,, en mars 2025, dans une mise en scène de Christof Loy.
Il interprète souvent des mélodies françaises en récital, notamment celles de Duparc, Berlioz et Chausson. Son deuxième album, Boulevard des Italiens, est entièrement en français et célèbre la contribution de Paris et des maisons d'opéra parisiennes au monde de l'opéra. Son troisième album, consacré à la mélodie française, Douce France, confirme ce choix.

## Albums
Il signe un contrat d’exclusivité avec Deutsche Grammophon en 2018, et son premier album, enregistré avec le PKF – Prague Philharmonia, dirigé par Emmanuel Villaume, sort le 8 novembre 2019. Son deuxième album, Boulevard des Italiens, composé d'airs d'opéra tous chantés dans leur version française, sort le 9 avril 2022. Son troisième album, Douce France, mélodies et chansons, sort le 30 Août 2024 et parcourt, accompagné par le piano de Carie-Ann Matheson, les répertoires de Henri Duparc, Ernest Chausson, Hector Berlioz.

## Récompenses
- Artiste lyrique de l’année, Victoires de la musique classique, 2020[65]
- Personnalité musicale de l'année par Le Syndicat professionnel de la critique de théâtre, musique et danse, 2020[66]
- Nachwuchskünstler par Opus Klassik, 2020[67]
- Choc de Classica, 2020[68]
- Diapason d’Or, 2020[69]
- Artiste lyrique de l'année, Victoires de la musique classique, 2024[70]
- International Opera Awards dans la catégorie « Interprète masculin », 2024[71]

### Décorations
- Chevalier des Arts et des Lettres, 2021[72]

## Discographie et vidéographie

### Discographie

#### CD d'opéra (et son rôle)
- Faust de Gounod, 2019, avec Benjamin Bernheim (Faust) Véronique Gens, Andrew Foster-Williams, Jean-Sébastien Bou, Juliette Mars, Anas Séguin, Ingrid Perruche , Théâtre des Champs-Élysées avec LES TALENS LYRIQUES sous la direction de Christophe Rousset. CD Palazetto Bru Zane[73]

#### CD solo
- Benjamin Bernheim (debut album), 2019, Deutsche Grammophon, Prague Philharmonia, sous la direction d'Emmanuel Villaume.

- Boulevard des Italiens, April 9, 2022, Deutsche Grammophon, Orchestra del Teatro Comunale di Bologne, sous la direction de Frédéric Chaselin.
- Douce France, mélodies et chansons, 30 Août 2024, Deutsche Grammophon, piano Carie-Ann Matheson.

### Vidéographie
- Don Carlo (Verdi), 2013, festival de Salzbourg avec Filippo II, Matti Salminen - Don Carlo, Jonas Kaufmann - Elisabetta di Valois, Anja Harteros - Rodrigo, marchese di Posa, Thomas Hampson - La principessa Eboli, Ekaterina Semenchuk - Il grande Inquisitore, Eric Halfvarson - Tebaldo, Maria Celeng - Un moine / Carlo Quinto, Robert Lloyd - Une voix céleste, Kiandra Howarth - Il comte di Lerma / un Hérault, Benjamin Bernheim. Mise en scène de Peter Stein, direction musicale d'Antonio Pappano - DVD Sony Classical[74]

- Œdipus rex d'Igor Stravinsky, 2014 (DVD) Rôle du Berger au Théâtre des Champs-Élysées avec l'Orchestre national de France sous la direction de Daniele Gatti. CLC Production
- Fierrabras de Franz Schubert, 2014 (DVD) Rôle d’Eginhard dans une production du Salzburger Festspiele sous la direction d’Ingo Metzmacher et mis en scène par Peter Stein. Unitel Classica
- I Capuleti e i Montecchi de Vincenzo Bellini, 2015 (DVD) Rôle de Tebaldo dans une production de l'Opernhaus de Zurich sous la direction de Fabio Luisi et mis en scène par Christof Loy. Accentus Music
- Otello de Giuseppe Verdi, 2016 - Salzburger Osterfestspiele avec José Cura (Otello), Dorothea Röschmann (Desdemona), Carlos Álvarez (Iago), Benjamin Bernheim (Cassio), Christa Mayer (Emilia), Georg Zeppenfeld (Lodovico), Csaba Szegedi (Montano), Gordon Bintner (Herald), sous la direction de Christian Thielemann et mis en scène par Vincent Boussard. DVD Unitel[75]
- Manon Lescaut de Giacomo Puccini, 2016, Rôle d’Edmondo sous la direction de Marco Armiliato, Deutsche Grammophon

- Les Contes d'Hoffmann, 2022, Staatsoper de Hambourg, avec Benjamin Bernheim, ténor (Hoffmann) ; Olga Peretyatko, soprano (Olympia / Antonia / Giulietta) ; Angela Brower, mezzo-soprano (La Muse / Nicklausse) ; Luca Pisaroni, basse (Lindorf / Coppélius / Dr. Miracle / Dapertutto) sous la direction de Kent Nagano -  DVD EuroArts[76]

## Vie privée
Il est sans relation avec son père biologique depuis sa prime enfance. Ses parents divorcent lorsqu'il est encore enfant. Il a une demi-sœur et un demi-frère cadets.
Il est marié et père d'une fille. Il vit à Zurich.